# Stracena bananae
Stracena bananae is een vlinder uit de familie spinneruilen (Erebidae), onderfamilie donsvlinders (Lymantriinae). De wetenschappelijke naam van deze soort is voor het eerst geldig gepubliceerd in 1897 door Butler.
De soort komt voor in tropisch Afrika.